# Песковский (посёлок)
Песко́вский — посёлок в Предгорном районе (муниципальном округе) Ставропольского края России.

## География
Расстояние до краевого центра: 148 км.
Расстояние до районного центра: 18 км.

## История
В 1972 году Указом Президиума ВС РСФСР поселок МТФ № 3 колхоза им. Ленина переименован в Песковский.
До 16 марта 2020 года  Песковский входил в состав муниципального образования «Сельское поселение Этокский сельсовет».

## Население
| 1989 | 2002 | 2010 | 2014 |
| ---- | ---- | ---- | ---- |
| 127  | ↘117 | ↗150 | ↗200 |

По данным переписи 2002 года, в национальной структуре населения преобладают русские (91 %).

## Инфраструктура
- Племенной конный завод им. наиба Идриса[8]

## Памятники археологии
Согласно Постановлению главы администрации Ставропольского края
| Название                             | Временной период     | Место положение                                           |
| ------------------------------------ | -------------------- | --------------------------------------------------------- |
| 919. Курганная группа «Песковая — 1» | ?                    | 3 км восточнее п. Песковский севернее горы Золотой Курган |
| 920. Курган «Песковый — 2»           | нач. I тыс. до н. э. | 2 км западнее п. Песковский, отрог горы Джуца             |